# 別れさせ屋 (テレビドラマ)
『別れさせ屋』（わかれさせや）は、2001年1月8日から3月5日まで日本テレビ系で、毎週月曜22：00 - 22：54に放送された讀賣テレビ放送制作のテレビドラマである。依頼によりあらゆる男女を別れさせる「別れさせ屋」の活躍を描いたドラマ。平均視聴率8.08％（最低視聴率6.7％）といった視聴率の不振（下記のサブタイトルを参照）により、当初全10話の放送予定が全9話に短縮された。

## キャスト
別れさせ屋（PPI探偵社）
- 一ノ瀬 美郷〈34〉 - 村上里佳子（第1話でターゲットになったことを契機に入社）
- 水沢 千春〈23〉 - 奥菜恵（社長）
- 原 亮一〈24〉 - 中村俊介（メカニックに長ける）
- 久留米 留吉〈47〉 - 内藤剛志（元・映画の大部屋俳優で変装の名人）
- 安岡レンタル - 隈本吉成（小道具担当の外部委託）

一ノ瀬家
- 一ノ瀬 祐太郎〈44〉 - 峰竜太（美郷と再婚も、不倫をとがめて家を追い出したらそのまま失踪）
- 一ノ瀬 徳子〈64〉 - 野際陽子（祐太郎の母で、美郷・あかりと同居中）
- 一ノ瀬 あかり - 新井賀子（祐太郎の連れ子）

### ゲスト出演者
第1話
- 三宅 正和 - 石黒賢（美郷の不倫相手[2]）

第2話
- 倉本 歩美 - 水島かおり（倉本の妻）
- 倉本 - 高知東生
- ユキ - 今井恵理（倉本の愛人1）
- アヒル - 西尾まり（倉本の愛人2）
- 夕子 - 藤田朋子（倉本の愛人3）

第3話
- 浜名 笑理子 - 小西美帆
- 菊池 大輔 - 妻夫木聡（笑理子のストーカー）
- 酒井敏也

第4話
- 山口 加南子 - 菊池麻衣子（赤井の現彼女）
- 赤井 純一 - 大沢樹生

第5話
- 桜田 直道 - 林隆三（亮一の実父である衆議院議員[3]）
- 大谷 和代 - 多岐川裕美（桜田の愛人で料亭「明月」の女将）
- 渡辺 - 水上竜士（桜田の秘書）

第6話
- 高津 - 保坂尚輝（音大付属高校教師）
- 宮木 律子 - 吹石一恵（高津の教え子）
- 前田 - トミーズ雅（高津の親友で教務主任）
- 千春社長の昔の想い人 - 玉木宏（回想）

第7話
- 金城 圭子 - 新山千春
- 中野 修二 - 山本耕史（圭子の幼なじみ）
- 片山 稔彦 - 山崎一（圭子の上司で不倫相手でもある）

第8話
- 松井 - 阿部サダヲ（夏希の元彼）
- 夏希 - 矢部美穂

第9話
- 九条 雅子 - 松尾れい子（祐太郎の同棲相手）
- 月島 夫人 - 中野若葉

## スタッフ
- 脚本 - 森下直、金井寛（7話）、横田理恵（8話）
- 音楽 - 大野克夫
- 主題歌 - T.M.Revolution「BOARDING」
- プロデューサー - 今村紀彦、佐藤丈、戸田直秀
- 演出 - 花堂純次（第1、3、6、9話）、藤井裕也（第2、7話）、竹綱裕博（第4話）、白川士（第5、8話）

## サブタイトル
| 話                                                         | 放送日  | タイトル                        | 依頼者                  | ターゲット                | ターゲット                            | 成功報酬       | 視聴率 |
| ---------------------------------------------------------- | ------- | ------------------------------- | ----------------------- | ------------------------- | ------------------------------------- | -------------- | ------ |
| 1                                                          | 1月08日 | 「愛を引き裂く闇のプロ集団」    | 三宅の元彼女            | ♂三宅                     | ♀一ノ瀬美郷                           | 0200万円       | 10.4%  |
| 2                                                          | 1月15日 | 「愛人3人 修羅場の失楽園工作」  | 倉本の妻                | ♂倉本                     | ♀倉本の愛人3名                        |                | 09.5%  |
| 3                                                          | 1月22日 | 「整形美女 逆ストーカーの恐怖」 | 笑理子                  | ♂笑理子のストーカー       | ♂笑理子のストーカー                   |                | 08.5%  |
| 4                                                          | 1月29日 | 「花嫁危機 結婚式で別れさせろ」 | 赤井                    | ♂赤井                     | ♀赤井の現彼女                         | 0500万円       | 08.3%  |
| 5                                                          | 2月05日 | 「政治家の愛人と父、涙の別れ」  | 桜田の秘書              | ♂桜田                     | ♀桜田の愛人                           | 1000万円       | 06.9%  |
| 6                                                          | 2月12日 | 「高校教師教え子愛と死の純愛」  | 高津の婚約者            | ♂高津                     | ♀高津の教え子                         | 0200万円       | 07.1%  |
| 7                                                          | 2月19日 | 「不倫OL 占い工作」             | 圭子の幼なじみ          | ♂圭子の不倫相手           | ♀圭子                                 |                | 06.7%  |
| 8                                                          | 2月26日 | 「人質監禁 復讐迫る爆弾魔」     | 夏希の元彼              | ♂夏希の現彼               | ♀夏希                                 | -              | 08.5%  |
| 9                                                          | 3月05日 | 「最後の依頼人 涙の再出発」     | 一ノ瀬あかり 一ノ瀬美郷 | ♂一ノ瀬祐太郎 ♀一ノ瀬美郷 | ♀祐太郎の同棲相手 ♀一ノ瀬あかり・徳子 | 5.5万円 言い値 | 06.8%  |
| 平均視聴率 8.08%（視聴率は関東地区・ビデオリサーチ社調べ） |         |                                 |                         |                           |                                       |                |        |

## 関連商品
- 別れさせ屋 Vol.1 - Vol.4（バップ）2001年5月23日発売 VHSの単品商品。

## 参考・外部リンク
- 別れさせ屋 - テレビドラマデータベース
- ytv 別れさせ屋オフィシャルサイト（インターネットアーカイブ 2001年10月）

| 読売テレビ 月曜10時枠の連続ドラマ                                   | 読売テレビ 月曜10時枠の連続ドラマ | 読売テレビ 月曜10時枠の連続ドラマ                 |
| 前番組                                                              | 番組名                            | 次番組                                            |
| ------------------------------------------------------------------- | --------------------------------- | ------------------------------------------------- |
| ヒューマン・ラブ・ストーリー 明日を抱きしめて （2000.10.9 - 12.11） | 別れさせ屋 （2001.1.8 - 3.5）     | Pure Soul〜君が僕を忘れても〜 （2001.4.9 - 6.25） |